# Staniątki
Staniątki è una località della Polonia, frazione del comune urbano-rurale polacco di Niepołomice, nel distretto di Wieliczka (voivodato della Piccola Polonia).
La locale abbazia femminile benedettina è tutelata come monumento storico (pomnik historii).